# 神秘音樂秀：蒙面歌王
《神秘音樂秀：蒙面歌王》（：／ Bogmyeon Gawang）是韓國MBC電視台《日晚》所製作的一部綜藝節目，於韓國時間每周日晚上16:50–18:15播出。
作家朴元友曾表示三年來提議《蒙面歌王》想法卻遭他台所拒，直到進入MBC後才得到支持。原本是春節特別節目，但播出之後廣受好評，因此決定製作正規節目，於2015年4月5日正式播出。每兩集由8名參賽者隱藏年齡、身分、職業等訊息，只靠聲音來進行淘汰賽。

## 節目大綱
此節目為歌唱比賽，由觀眾和藝人作為評審投票決定勝負，由於參賽者戴著面具隱藏身份，所以只能由歌聲分出勝負，所有參賽者在被淘汰前不會公佈身份。每場比賽共有八名參賽者，經三輪單淘汰賽，分為兩集播出。第一輪對手唱同一首歌，第二、三輪唱不同的歌。第三輪勝者會挑戰前一輪的勝者，挑戰成功則成為新一代的蒙面歌王。保有蒙面歌王最多屆的人是河鉉雨，共九屆，第二名是孫勝妍、梁耀燮，共八屆。

## 2015春節特輯
- 播出日期：2015年2月18日
- 藝人評審團：金久拉、池相烈、申奉仙、金亨錫、燦多(B1A4)、黃錫晶、金正男、劉相務（朝鲜语：유상무）、蘇怡賢、Yura(Girl's Day)、光熙(ZE:A)

| 回合         | 回合         | 出場名稱             | 參賽者     | 演唱歌曲(原唱)           | 結果         |
| 第一輪       | 第一場 對決  | 戴羽毛的橙子         | 金叡園     | 男和女 (金範洙 & 朴善珠) | 晉級第二輪   |
| 第一輪       | 第一場 對決  | 像黃鸝的藍鳥         | 趙權(2AM)  | 男和女 (金範洙 & 朴善珠) | 淘汰         |
| 第一輪       | 第二場 對決  | 有魄力的星夜知己     | 李德真     | 直到天亮之時 (野菊花)    | 淘汰         |
| 第一輪       | 第二場 對決  | 歌劇明星             | K.Will     | 直到天亮之時 (野菊花)    | 晉級第二輪   |
| 第一輪       | 第三場 對決  | 自體發光14K          | 申寶拉     | 別碰我 (Ailee)           | 淘汰         |
| 第一輪       | 第三場 對決  | 自體檢閱馬賽克       | 率智(EXID) | 別碰我 (Ailee)           | 晉級第二輪   |
| 第一輪       | 第四場 對決  | 孔雀夫人             | 元基俊     | 我有愛人 (李恩美)        | 淘汰         |
| 第一輪       | 第四場 對決  | 可愛的愛心biongbiong | 洪真英     | 我有愛人 (李恩美)        | 晉級第二輪   |
| 第二輪       | 第一場 對決  | 戴羽毛的橙子         | 金叡園     | 遺失的雨傘 (禹順實)      | 晉級第三輪   |
| 第二輪       | 第一場 對決  | 歌劇明星             | K.Will     | 想哭                     | 淘汰         |
| 第二輪       | 第二場 對決  | 自體檢閱馬賽克       | 率智(EXID) | 成為歌手的理由 (申容財)  | 晉級第三輪   |
| 第二輪       | 第二場 對決  | 可愛的愛心biongbiong | 洪真英     | 去死吧(Ali)              | 淘汰         |
| 第三輪決勝戰 | 第三輪決勝戰 | 戴羽毛的橙子         | 金叡園     | 姻緣 (李仙姬)            | 淘汰         |
| 第三輪決勝戰 | 第三輪決勝戰 | 自體檢閱馬賽克       | 率智(EXID) | 成為朋友也好 (Gummy)     | 初代蒙面歌王 |

## 歷代蒙面歌王
| 歷代           | 參賽者                          | 出場名稱                                         | 備註                      |
| 春節特輯       | 率智（EXID）                    | 自體檢閱馬賽克                                   |                           |
| 第一代         | Luna（f(x)）                    | 黃金油漆用了兩桶                                 | 二連霸                    |
| 第二代         | Luna（f(x)）                    | 黃金油漆用了兩桶                                 | 二連霸                    |
| 第三代         | 珍珠                            | 叮鈴滴哩的雲雀                                   |                           |
| 第四代         | 金煙雨                          | 生化房克雷歐帕特拉                               | 四連霸                    |
| 第五代         | 金煙雨                          | 生化房克雷歐帕特拉                               | 四連霸                    |
| 第六代         | 金煙雨                          | 生化房克雷歐帕特拉                               | 四連霸                    |
| 第七代         | 金煙雨                          | 生化房克雷歐帕特拉                               | 四連霸                    |
| 第八代         | 李正                            | 歌王彈平                                         |                           |
| 第九代         | 余恩（Melody Day）              | 給你點辣味瞧瞧辣椒小姐                           |                           |
| 第十代         | 洪智敏                          | 你去吧夏威夷                                     | 二連霸                    |
| 第十一代       | 洪智敏                          | 你去吧夏威夷                                     | 二連霸                    |
| 第十二代       | Sonya                           | 愛情是用鉛筆書寫的                               |                           |
| 第十三代       | Gummy                           | 少女純情波斯菊                                   | 四連霸                    |
| 第十四代       | Gummy                           | 少女純情波斯菊                                   | 四連霸                    |
| 第十五代       | Gummy                           | 少女純情波斯菊                                   | 四連霸                    |
| 第十六代       | Gummy                           | 少女純情波斯菊                                   | 四連霸                    |
| 第十七代       | 車智妍                          | 女戰士貓女                                       | 五連霸                    |
| 第十八代       | 車智妍                          | 女戰士貓女                                       | 五連霸                    |
| 第十九代       | 車智妍                          | 女戰士貓女                                       | 五連霸                    |
| 第二十代       | 車智妍                          | 女戰士貓女                                       | 五連霸                    |
| 第二十一代     | 車智妍                          | 女戰士貓女                                       | 五連霸                    |
| 第二十二代     | 河鉉雨（Guckkasten）            | 我們小區音樂隊長                                 | 九連霸                    |
| 第二十三代     | 河鉉雨（Guckkasten）            | 我們小區音樂隊長                                 | 九連霸                    |
| 第二十四代     | 河鉉雨（Guckkasten）            | 我們小區音樂隊長                                 | 九連霸                    |
| 第二十五代     | 河鉉雨（Guckkasten）            | 我們小區音樂隊長                                 | 九連霸                    |
| 第二十六代     | 河鉉雨（Guckkasten）            | 我們小區音樂隊長                                 | 九連霸                    |
| 第二十七代     | 河鉉雨（Guckkasten）            | 我們小區音樂隊長                                 | 九連霸                    |
| 第二十八代     | 河鉉雨（Guckkasten）            | 我們小區音樂隊長                                 | 九連霸                    |
| 第二十九代     | 河鉉雨（Guckkasten）            | 我們小區音樂隊長                                 | 九連霸                    |
| 第三十代       | 河鉉雨（Guckkasten）            | 我們小區音樂隊長                                 | 九連霸                    |
| 第三十一代     | The One                         | 可以做到逃脫無業青年                             | 二連霸                    |
| 第三十二代     | The One                         | 可以做到逃脫無業青年                             | 二連霸                    |
| 第三十三代     | Roy Kim                         | 浪漫的黑騎士                                     | 二連霸                    |
| 第三十四代     | Roy Kim                         | 浪漫的黑騎士                                     | 二連霸                    |
| 第三十五代     | 金延智（SeeYa）                 | 佛光洞汽油                                       |                           |
| 第三十六代     | 鄭東河                          | 來勁高興了哎嘿 Radio                             | 四連霸                    |
| 第三十七代     | 鄭東河                          | 來勁高興了哎嘿 Radio                             | 四連霸                    |
| 第三十八代     | 鄭東河                          | 來勁高興了哎嘿 Radio                             | 四連霸                    |
| 第三十九代     | 鄭東河                          | 來勁高興了哎嘿 Radio                             | 四連霸                    |
| 第四十代       | ALi                             | 要點餐嗎爆米花少女                               | 三連霸                    |
| 第四十一代     | ALi                             | 要點餐嗎爆米花少女                               | 三連霸                    |
| 第四十二代     | ALi                             | 要點餐嗎爆米花少女                               | 三連霸                    |
| 第四十三代     | 申容財（4Men）                  | 熾熱心臟鐵皮人                                   | 三連霸                    |
| 第四十四代     | 申容財（4Men）                  | 熾熱心臟鐵皮人                                   | 三連霸                    |
| 第四十五代     | 申容財（4Men）                  | 熾熱心臟鐵皮人                                   | 三連霸                    |
| 第四十六代     | 金明勳（Ulala Session）         | 神祕主義小天使                                   |                           |
| 第四十七代     | Fany（Fly to the Sky）          | 紅豆戰士包子王子                                 | 三連霸                    |
| 第四十八代     | Fany（Fly to the Sky）          | 紅豆戰士包子王子                                 | 三連霸                    |
| 第四十九代     | Fany（Fly to the Sky）          | 紅豆戰士包子王子                                 | 三連霸                    |
| 第五十代       | 奉久（吉久奉久）                | 江南燕子                                         |                           |
| 第五十一代     | 李海利（Davichi）               | 穿長靴唱歌的貓                                   | 二連霸                    |
| 第五十二代     | 李海利（Davichi）               | 穿長靴唱歌的貓                                   | 二連霸                    |
| 第五十三代     | 昭享                            | 唱歌九段 興致富豪家                              | 六連霸                    |
| 第五十四代     | 昭享                            | 唱歌九段 興致富豪家                              | 六連霸                    |
| 第五十五代     | 昭享                            | 唱歌九段 興致富豪家                              | 六連霸                    |
| 第五十六代     | 昭享                            | 唱歌九段 興致富豪家                              | 六連霸                    |
| 第五十七代     | 昭享                            | 唱歌九段 興致富豪家                              | 六連霸                    |
| 第五十八代     | 昭享                            | 唱歌九段 興致富豪家                              | 六連霸                    |
| 第五十九代     | 金朝翰                          | 好吃的話就是0卡路里 MC漢堡                       |                           |
| 第六十代       | K.Will                          | 大海的小可愛 海馬寶寶                            |                           |
| 第六十一代     | 玉珠鉉                          | 做得真棒！乖乖少女英姬                           | 二連霸                    |
| 第六十二代     | 玉珠鉉                          | 做得真棒！乖乖少女英姬                           | 二連霸                    |
| 第六十三代     | 權正烈（10cm）                  | 充滿感性的中二病 青蛙王子                        | 二連霸                    |
| 第六十四代     | 權正烈（10cm）                  | 充滿感性的中二病 青蛙王子                        | 二連霸                    |
| 第六十五代     | 鮮于貞娥                        | 在嘴唇上Chu 在我的歌聲上Chu 烈焰紅唇             | 五連霸                    |
| 第六十六代     | 鮮于貞娥                        | 在嘴唇上Chu 在我的歌聲上Chu 烈焰紅唇             | 五連霸                    |
| 第六十七代     | 鮮于貞娥                        | 在嘴唇上Chu 在我的歌聲上Chu 烈焰紅唇             | 五連霸                    |
| 第六十八代     | 鮮于貞娥                        | 在嘴唇上Chu 在我的歌聲上Chu 烈焰紅唇             | 五連霸                    |
| 第六十九代     | 鮮于貞娥                        | 在嘴唇上Chu 在我的歌聲上Chu 烈焰紅唇             | 五連霸                    |
| 第七十代       | Ivy                             | 走向世界 吉普賽女人                              |                           |
| 第七十一代     | 孫勝妍                          | 聲帶天下唯我獨尊 東方不敗                        | 八連霸                    |
| 第七十二代     | 孫勝妍                          | 聲帶天下唯我獨尊 東方不敗                        | 八連霸                    |
| 第七十三代     | 孫勝妍                          | 聲帶天下唯我獨尊 東方不敗                        | 八連霸                    |
| 第七十四代     | 孫勝妍                          | 聲帶天下唯我獨尊 東方不敗                        | 八連霸                    |
| 第七十五代     | 孫勝妍                          | 聲帶天下唯我獨尊 東方不敗                        | 八連霸                    |
| 第七十六代     | 孫勝妍                          | 聲帶天下唯我獨尊 東方不敗                        | 八連霸                    |
| 第七十七代     | 孫勝妍                          | 聲帶天下唯我獨尊 東方不敗                        | 八連霸                    |
| 第七十八代     | 孫勝妍                          | 聲帶天下唯我獨尊 東方不敗                        | 八連霸                    |
| 第七十九代     | 韓東根                          | 如何 唱歌很簡單吧！鮑伯魯斯                      | 三連霸                    |
| 第八十代       | 韓東根                          | 如何 唱歌很簡單吧！鮑伯魯斯                      | 三連霸                    |
| 第八十一代     | 韓東根                          | 如何 唱歌很簡單吧！鮑伯魯斯                      | 三連霸                    |
| 第八十二代     | 率智（EXID）                    | 被我盯上會很痛的～東莫谷少女                     | 五連霸                    |
| 第八十三代     | 率智（EXID）                    | 被我盯上會很痛的～東莫谷少女                     | 五連霸                    |
| 第八十四代     | 率智（EXID）                    | 被我盯上會很痛的～東莫谷少女                     | 五連霸                    |
| 第八十五代     | 率智（EXID）                    | 被我盯上會很痛的～東莫谷少女                     | 五連霸                    |
| 第八十六代     | 率智（EXID）                    | 被我盯上會很痛的～東莫谷少女                     | 五連霸                    |
| 第八十七代     | Muzie（UV）                     | 相框裡照片裡的你～栗子包                         | 三連霸                    |
| 第八十八代     | Muzie（UV）                     | 相框裡照片裡的你～栗子包                         | 三連霸                    |
| 第八十九代     | Muzie（UV）                     | 相框裡照片裡的你～栗子包                         | 三連霸                    |
| 第九十代       | 李賢                            | 你好？我叫做小健 禿鷹健                          | 四連霸                    |
| 第九十一代     | 李賢                            | 你好？我叫做小健 禿鷹健                          | 四連霸                    |
| 第九十二代     | 李賢                            | 你好？我叫做小健 禿鷹健                          | 四連霸                    |
| 第九十三代     | 李賢                            | 你好？我叫做小健 禿鷹健                          | 四連霸                    |
| 第九十四代     | 張恩雅                          | 生氣的寡婦                                       |                           |
| 第九十五代     | 海娜（MATILDA）                 | bbobbbob朋友 克里姆特                            | 三連霸                    |
| 第九十六代     | 海娜（MATILDA）                 | bbobbbob朋友 克里姆特                            | 三連霸                    |
| 第九十七代     | 海娜（MATILDA）                 | bbobbbob朋友 克里姆特                            | 三連霸                    |
| 第九十八代     | 李元錫（Daybreak）              | 栽在我手上試試！格列佛                           | 五連霸                    |
| 第九十九代     | 李元錫（Daybreak）              | 栽在我手上試試！格列佛                           | 五連霸                    |
| 第一百代       | 李元錫（Daybreak）              | 栽在我手上試試！格列佛                           | 五連霸                    |
| 第一百零一代   | 李元錫（Daybreak）              | 栽在我手上試試！格列佛                           | 五連霸                    |
| 第一百零二代   | 李元錫（Daybreak）              | 栽在我手上試試！格列佛                           | 五連霸                    |
| 第一百零三代   | 李寶藍（SeeYa）                 | 今日值班 南丁格爾                                | 三連霸                    |
| 第一百零四代   | 李寶藍（SeeYa）                 | 今日值班 南丁格爾                                | 三連霸                    |
| 第一百零五代   | 李寶藍（SeeYa）                 | 今日值班 南丁格爾                                | 三連霸                    |
| 第一百零六代   | 圭賢（Super Junior）            | 歌王，會輸給我嗎？歌唱精靈 燈神                  | 五連霸 （男偶像首位歌王） |
| 第一百零七代   | 圭賢（Super Junior）            | 歌王，會輸給我嗎？歌唱精靈 燈神                  | 五連霸 （男偶像首位歌王） |
| 第一百零八代   | 圭賢（Super Junior）            | 歌王，會輸給我嗎？歌唱精靈 燈神                  | 五連霸 （男偶像首位歌王） |
| 第一百零九代   | 圭賢（Super Junior）            | 歌王，會輸給我嗎？歌唱精靈 燈神                  | 五連霸 （男偶像首位歌王） |
| 第一百一十代   | 圭賢（Super Junior）            | 歌王，會輸給我嗎？歌唱精靈 燈神                  | 五連霸 （男偶像首位歌王） |
| 第一百一十一代 | 李碩薰（SG Wannabe）            | 我的故鄉是漫畫屋～漫撕男                         | 六連霸                    |
| 第一百一十二代 | 李碩薰（SG Wannabe）            | 我的故鄉是漫畫屋～漫撕男                         | 六連霸                    |
| 第一百一十三代 | 李碩薰（SG Wannabe）            | 我的故鄉是漫畫屋～漫撕男                         | 六連霸                    |
| 第一百一十四代 | 李碩薰（SG Wannabe）            | 我的故鄉是漫畫屋～漫撕男                         | 六連霸                    |
| 第一百一十五代 | 李碩薰（SG Wannabe）            | 我的故鄉是漫畫屋～漫撕男                         | 六連霸                    |
| 第一百一十六代 | 李碩薰（SG Wannabe）            | 我的故鄉是漫畫屋～漫撕男                         | 六連霸                    |
| 第一百一十七代 | 蘇燦輝                          | 我很明朗～我是明朗18歲                           | 五連霸                    |
| 第一百一十八代 | 蘇燦輝                          | 我很明朗～我是明朗18歲                           | 五連霸                    |
| 第一百一十九代 | 蘇燦輝                          | 我很明朗～我是明朗18歲                           | 五連霸                    |
| 第一百二十代   | 蘇燦輝                          | 我很明朗～我是明朗18歲                           | 五連霸                    |
| 第一百二十一代 | 蘇燦輝                          | 我很明朗～我是明朗18歲                           | 五連霸                    |
| 第一百二十二代 | 姜昇潤（WINNER）                | 用腳演唱也是歌王 歌王本色 周潤發                 | 六連霸                    |
| 第一百二十三代 | 姜昇潤（WINNER）                | 用腳演唱也是歌王 歌王本色 周潤發                 | 六連霸                    |
| 第一百二十四代 | 姜昇潤（WINNER）                | 用腳演唱也是歌王 歌王本色 周潤發                 | 六連霸                    |
| 第一百二十五代 | 姜昇潤（WINNER）                | 用腳演唱也是歌王 歌王本色 周潤發                 | 六連霸                    |
| 第一百二十六代 | 姜昇潤（WINNER）                | 用腳演唱也是歌王 歌王本色 周潤發                 | 六連霸                    |
| 第一百二十七代 | 姜昇潤（WINNER）                | 用腳演唱也是歌王 歌王本色 周潤發                 | 六連霸                    |
| 第一百二十八代 | 崔載林                          | 現在從歌王席下來！盾牌                           |                           |
| 第一百二十九代 | Hynn                            | 當了歌王就沒事了～珍珠                           |                           |
| 第一百三十代   | 金蓮子                          | 絕對不會凋謝的歌唱能力！玫瑰夫人                 | 六連霸                    |
| 第一百三十一代 | 金蓮子                          | 絕對不會凋謝的歌唱能力！玫瑰夫人                 | 六連霸                    |
| 第一百三十二代 | 金蓮子                          | 絕對不會凋謝的歌唱能力！玫瑰夫人                 | 六連霸                    |
| 第一百三十三代 | 金蓮子                          | 絕對不會凋謝的歌唱能力！玫瑰夫人                 | 六連霸                    |
| 第一百三十四代 | 金蓮子                          | 絕對不會凋謝的歌唱能力！玫瑰夫人                 | 六連霸                    |
| 第一百三十五代 | 金蓮子                          | 絕對不會凋謝的歌唱能力！玫瑰夫人                 | 六連霸                    |
| 第一百三十六代 | 金靜恩                          | 藏也沒有用～我都會找到的！大家來找碴             |                           |
| 第一百三十七代 | 梁耀燮 （Highlight (韓國組合)） | 老實的貓先上歌王席！灶上貓                       | 八連霸                    |
| 第一百三十八代 | 梁耀燮 （Highlight (韓國組合)） | 老實的貓先上歌王席！灶上貓                       | 八連霸                    |
| 第一百三十九代 | 梁耀燮 （Highlight (韓國組合)） | 老實的貓先上歌王席！灶上貓                       | 八連霸                    |
| 第一百四十代   | 梁耀燮 （Highlight (韓國組合)） | 老實的貓先上歌王席！灶上貓                       | 八連霸                    |
| 第一百四十一代 | 梁耀燮 （Highlight (韓國組合)） | 老實的貓先上歌王席！灶上貓                       | 八連霸                    |
| 第一百四十二代 | 梁耀燮 （Highlight (韓國組合)） | 老實的貓先上歌王席！灶上貓                       | 八連霸                    |
| 第一百四十三代 | 梁耀燮 （Highlight (韓國組合)） | 老實的貓先上歌王席！灶上貓                       | 八連霸                    |
| 第一百四十四代 | 梁耀燮 （Highlight (韓國組合)） | 老實的貓先上歌王席！灶上貓                       | 八連霸                    |
| 第一百四十五代 | 李英賢（Big Mama）              | 打開一次？寶物箱子                               |                           |
| 第一百四十六代 | 朴時煥                          | 宅在家裡                                         |                           |
| 第一百四十七代 | 李炷奕（Gift）                  | 嗶嗶！條形碼                                     | 三連霸                    |
| 第一百四十八代 | 李炷奕（Gift）                  | 嗶嗶！條形碼                                     | 三連霸                    |
| 第一百四十九代 | 李炷奕（Gift）                  | 嗶嗶！條形碼                                     | 三連霸                    |
| 第一百五十代   | 鄭善娥                          | 一起啃著玩~山羊寶寶                              | 三連霸                    |
| 第一百五十一代 | 鄭善娥                          | 一起啃著玩~山羊寶寶                              | 三連霸                    |
| 第一百五十二代 | 鄭善娥                          | 一起啃著玩~山羊寶寶                              | 三連霸                    |
| 第一百五十三代 | 尤美                            | 五月的祖母綠                                     | 三連霸                    |
| 第一百五十四代 | 尤美                            | 五月的祖母綠                                     | 三連霸                    |
| 第一百五十五代 | 尤美                            | 五月的祖母綠                                     | 三連霸                    |
| 第一百五十六代 | 朴敏惠（Big Mama）              | 板索里高手                                       |                           |
| 第一百五十七代 | 鄭仁                            | 我今天一定會當上歌王！水果茶                     | 二連霸                    |
| 第一百五十八代 | 鄭仁                            | 我今天一定會當上歌王！水果茶                     | 二連霸                    |
| 第一百五十九代 | 裴斗勳（Forestella）            | 還不投票幹嘛呢你這傻瓜 非面對面男友              |                           |
| 第一百六十代   | Johnny Lee                      | 非面對面男友還是回家煎綠豆煎餅吃吧！綠豆煎餅紳士 | 三連霸                    |
| 第一百六十一代 | Johnny Lee                      | 非面對面男友還是回家煎綠豆煎餅吃吧！綠豆煎餅紳士 | 三連霸                    |
| 第一百六十二代 | Johnny Lee                      | 非面對面男友還是回家煎綠豆煎餅吃吧！綠豆煎餅紳士 | 三連霸                    |
| 第一百六十三代 | 李藝俊                          | 我會在蒙面歌王耍寶 守住歌王席的！熊掌            | 四連霸                    |
| 第一百六十四代 | 李藝俊                          | 我會在蒙面歌王耍寶 守住歌王席的！熊掌            | 四連霸                    |
| 第一百六十五代 | 李藝俊                          | 我會在蒙面歌王耍寶 守住歌王席的！熊掌            | 四連霸                    |
| 第一百六十六代 | 李藝俊                          | 我會在蒙面歌王耍寶 守住歌王席的！熊掌            | 四連霸                    |
| 第一百六十七代 | 李茂珍                          | 像雪一樣潔白的名牌唱歌實力！冬日小孩             | 三連霸                    |
| 第一百六十八代 | 李茂珍                          | 像雪一樣潔白的名牌唱歌實力！冬日小孩             | 三連霸                    |
| 第一百六十九代 | 李茂珍                          | 像雪一樣潔白的名牌唱歌實力！冬日小孩             | 三連霸                    |
| 第一百七十代   | 朴賢洙 （LETTEAMOR）            | 爸爸會掙來黃金面具的~！爸爸是打工仔              |                           |

## 正規賽果
- 2015年神秘音樂秀：蒙面歌王節目列表
- 2016年神秘音樂秀：蒙面歌王節目列表
- 2017年神秘音樂秀：蒙面歌王節目列表
- 2018年神秘音樂秀：蒙面歌王節目列表
- 2019年神秘音樂秀：蒙面歌王節目列表
- 2020年神秘音樂秀：蒙面歌王節目列表
- 2021年神秘音樂秀：蒙面歌王節目列表
- 2022年神秘音樂秀：蒙面歌王節目列表

## 外部連結
- 神秘音樂秀：蒙面歌王 - 官方网站
- 神秘音樂秀：蒙面歌王 DAUM
- 神秘音樂秀：蒙面歌王 （页面存档备份，存于） NAVER